# تايلور بينيت
تايلور بينيت (بالإنجليزية: Taylor Bennett)‏ هو لاعب كرة قدم أمريكية أمريكي، ولد في 12 سبتمبر 1985 في سانت لويس في الولايات المتحدة.